# The Real Ambassadors
The Real Ambassadors (с англ. — «Настоящие послы») — джазовый мюзикл, разработанный в конце 1950-х — начале 1960-х Дейвом и Айолой Брубек в сотрудничестве с Луи Армстронгом и его группой. Сюжет был посвящён расизму в Америке, музыкальному бизнесу, месту Америки в мире во время холодной войны, и способности музыки объединять людей. Джазовый мюзикл указывал на абсурдность сегрегации и доказывал, что артисты и джазовые музыканты являются лучшими и «настоящими» послами, демонстрирующими идеалы нации.
Действие происходит в вымышленной африканской стране под названием Талгалла, а главный герой, Геро, основан на жизни Луи Армстронга, первого культурного джазового посла, должности при Государственном департаменте Соединенных Штатов.
Альбом саундтреков к мюзиклу был записан в сентябре-декабре 1961 года в студии звукозаписи на 30-й улице в Нью-Йорке. Продюсером выступил Тео Масеро. Среди исполнителей были Дейв Брубек и его группа (включая басиста Джина Райта и барабанщика Джо Морелло, но не включая саксофониста Пола Десмонда); Луи Армстронг и его группа (включая тромбониста Трамми Янга, барабанщика Дэнни Барселону, басиста Ирвинга Мэннинга, кларнетиста Джо Даренсбурга и пианиста Билли Кайла), вокальная группа Lambert, Hendricks & Ross и вокалистка Кармен Макрей.
Премьера сокращённой версии прошла на джазовом фестивале в Монтерее, Калифорния, 23 сентября 1962 года; это было единственное выступление с оригинальным актёрским составом. Незадолго до этого был выпущен альбом лейблом Columbia Records. Несмотря на усилия, спектакль так и не дошёл до Бродвея.

## Список композиций
Все песни написаны Дейвом и Айолой Брубек, кроме «My One Bad Habit», написанной при участии Эллы Фицджеральд.
1. «Everybody’s Comin’» — 1:45
2. «Cultural Exchange» — 4:38
3. «Good Reviews» — 2:05
4. «Remember Who You Are» — 2:29
5. «My One Bad Habit» — 2:37
6. «Lonesome» — 2:24 *
7. «Summer Song» — 3:14
8. «King for a Day» — 3:40
9. «Blow Satchmo» — 0:44
10. «The Real Ambassadors» — 3:08
11. «Nomad» — 2:51 *
12. «In the Lurch» — 2:28
13. «One Moment Worth Years» — 4:17
14. «You Swing Baby (The Duke)» — 2:31 *
15. «Summer Song» — 2:32 *
16. «They Say I Look Like God» — 5:26
17. «I Didn’t Know Until You Told Me» — 2:58
18. «Since Love Had Its Way» — 2:31
19. «Easy As You Go» — 2:32 *
20. «Swing Bells / Blow Satchmo / Finale» — 6:05

Отмеченные звёздочкой треки были добавлены в переиздании на CD в 1994 году.